# .cy
.cy је највиши Интернет домен државних кодова (ccTLD) за Кипар. Овај НИДдк не покрива турски северни део, који користи другостепени домен .nc.tr.